# Брамагупта
Брамагупта (ब्रह्मगुप्त; 589—668) је био индијски математичар и астроном. Рођен је 598. године у граду Бинмал у држави Раџастан у северозападној Индији. Вероватно је већи део живота провео у Биламали (данашњи Бинмал) у царству Харша. Због овога, Брамагупту често називају Биламалакарја, учитељ из Биламале. Био је управник астрономске упсерваторије у Уџаину, и за то време је написао четири математичка и астрономска текста: Брамаспутасиданта 628. године, Кадамекела 624. године, Дуркеминарда 672. године, и Кандакадјака 665. године.
Брамагупта је био приви математичар који је дао правила рачунања са нулом. Текстови који је Брамагупта саставио су били написани у елиптичним стиховима у Санскриту, што је била уобичајена пракса код индијских математичара. Докази нису дати, те није познато како су Брамагуптини резултати изведени.

## Живот и каријера
Брамагупта је рођен 598. према његовој сопственој изјави. Он је живео у Биламали (модерном Бинмалу) током владавине владара из Чавда династије, Вјаграхамука. Он је био син Јишнугуте и шајвиста по религији. Мада већина научника подразумева да је Брамагупта рођен у Биламали, за то нема доказа. Међутим, он је живео и радио тамо током знатног дела свог живота. Притудака Свамин, коментатор из каснијег периода, називао га је Биламалачарја, учитељ из Биламале. Социолог Г. С. Гурје сматра да је он вероватно био из Мултана или Абу региона.
Биламала, pi-lo-mo-lo по Сјуенцангу, била је попут престонице Гурјарадеса, другог по величини краљевства западне Индије, које се састојало од јужног Раџастана и северног Гуџарата у данашњој Индији. Она је исто тако била центар учења за математику и астрономију. Брамагупта је постао астроном школе Брамапакша, једне од четири главне школе индијске астрономије током тог периода. Он је студирао пет традиционалних siddhanthas о индијској астрономији, као и радове других астронома укључујући Арјабата I, Латадева, Прадјумна, Варахимихире, Сима, Срисена, Вијајанандина и Вишнучандра.
Године 628, у својој 30 години, он је написао дело с насловом Brāhmasphuṭasiddhānta (побољшана студија Браме) за које се сматра да је редукована верзија прихваћене сиданет Брамапакшине школе. Научници кажу да је он својој ревизији инкорпорирао значну количину оригиналног садржаја. Књига се састојала од 24 поглавља. Знатан део књиге се бавио астрономијом, али она исто тако садржи кључна поглавља о математици, укључујући алгебру, геометрију, тригонометрију и алгоритмику, за које се сматра да садрже нове увиде, који су Брамагуптин оригинални допринос.
Касније се Брамагупта преселио у Уџајин, који је исто тако био значајан центар за астрономију. Он је у својој 67. години написао свој следећи добро познати рад Khanda-khādyaka, практични приручник индијске астрономије у карана категорији намењен студентима.

## Контроверзе
Брамагупта је био веома критичан према раду ривалских астронома, и његова Брамасфутасиданта приказује један од најранијих расколова међу њима индијским математичарима. Подела је првенствено у примени математике у физичком свету, а не у самој математици. У Брамагуптином случају, неслагања су проистицала углавном из избора астрономских параметара и теорија. Критика ривалских теорија се појављује током првих десет астрономских поглавља, а једанаесто поглавље је у потпуности посвећено критици ових теорија, док се у дванаестом и осамнаестом поглављу не појављују критике.

## Пријем
Историчар науке Џорџ Сартон називао га је „једним од највећих научника своје расе и највећим у свом времену”.
Брамагуптини математички напреци су настављени у делу Баскара II, његовог директног наследника у Уџајину,
 који је описао Грамагупту као ganaka-chakra-chudamani (драгуљ круга математичара). Притудака Свамин је написао коментаре на оба дела, прерађујући тешке делове у једноставнији језик и додајући илустрације. Лала и Батотпала су у 8. и 9. веку написали су кометаре о делу Канда-кадјака. Додатни коментари су се појавили у 12. веку.
Неколико декада након Брамагуптине смрти, Синд је пао под арапски Калифат 712. године. Експедиције су биле послате у Гурјарадесу. Краљевство Биламала је било уништено, али је Уџајин одбио нападе. Двор калиф Ел Мансура (754–775) примио је представнике из Синда, укључујући астролога под именом Канака, који је донео (вероватно меморисане) астрономске текстове, укључујући радове Брамагупте. Брамагуптини текстови су преведени у арапски заслугом астронома на Ел Мансуровом двору Мухамеда ел-Фазарија под насловима Синдинд и Араканд. Непосредни исход је био ширење децималног бројног система који се користио у текстовима. Математичар Мухамед ел Хорезми (800–850) написао је текст назван al-Jam wal-tafriq bi hisal-al-Hind („Додавање и одузимање у индијској аритметици”), који је био преведен у латински у 13. веку као Algorithmi de numero indorum. Путем ових текстова, децимални бројни систем и Брамагуптини аритметички алгоритми су се проширили широм света. Ел Хорезми је исто тако написао своју сопствену верзију Синдида, базирану на ел-Фазаријевој верзији и инкорпорацији Птолемијских елемента. Индијски астрономски материјал је вековима кружио, и чак је доспео до средњовековних латинских текстова.

## Математика

### Алгебра
Сабирање, одузимање, дељење и друге фундаменталне операције са хинду арапским бројевима се први пут појављују у Брамаспута Сиданта, (у арапском преводу Синдхинд). Брамапутра је имао обичај да изоставља речи и кораке у својим математичким делима, како би могао да их представи на поетскији начин.
Па ипак, његов рад је од великог значаја за математику. Брамагупта је популаризовао важан концепт у математици: број нула. Брамагуптасиданта је најстарији познати текст који нулу третира као број по себи, уместо само као цифру у представљању другог броја. Штавише, у овом делу се иде даље, и наводе се правила за аритметику са негативним бројевима и нулом, која су врло близу данашњих схватања. Главна разлика је у томе што је Брамагупта покушао да дефинише дељење нулом, које је остало недефинисано у модерној математици. Његова дефиниција нуле као броја је била исправна осим што је сматрао да је 0/0 једнако 0, док модерна математика инсистира да се ова вредност не може дефинисати.
Године 628., Брамагупта је дао прво опште решење квадратне једначине:
{\displaystyle ax^{2}+bx=c}
Апсолутном броју помноженим четири пута [коефицијентом] квадрата, додај квадрат [коефицијента] средњег члана; квадратни корен овога, мање [коефицијент] средњег члана подељен двоструким [коефицијентом] квадрата је вредност. (Brahmasphutasiddhanta (Colebrook translation. (1817). pp. 346)
Што је еквивалентно са:
{\displaystyle x={\frac {{\sqrt {4ac+b^{2}}}-b}{2a}}}
Он зе затим решио системе симултаних неодређених једначина наводећи да жељене променљиве морају прво да буду изоловане, и затим једначина мора да буде подељена коефицијентом жељене променљиве. Специфично, он је препоручио коришћење „дробилице” за решавање једначина са вишеструким непознатама.
Попут алгебре Диофанта, алгебра Брамагупте је била синкопирана. Додавање је било означено стављањем бројеве једног поред другог, одузимање стављањем тачке изнад умањиоца, и дељење стављањем делиоца испод дељеног броја, слично нашој нотаци али без црте. Множење и непознати квантитети су били представљени скраћеницама подесних термина. Величина грчког утицаја на ову синкопацију, ако постоји, није позната и могуће је да су и грчка и индијска синкопа изведене из заједничког вавилонског извора.

### Аритметика
Четири фундаменталне операције (сабирање, одузимање, множење и дељење) биле су познате многим културама пре Брамагупте. Овај садашњи систем заснива се на хинду-арапском бројном систему, и први пут се појавио у делу Брамасфутасиданта. Брамагупта описује множење овако: „Множилац се понавља у низу попут марве, толико често колико има интегралних делова у мултипликатору и понављиво је помножен њиме и продукти се сабирају заједно. То је множење. Или се мултипликатор понавља колико год саставних делова има у множиоцу.” Индијска аритметика је била позната у средњовековној Европи као „Модус Индорам”, са значењем метод Индијаца. У Брамасфутасиданти, множење се звало гомутрика. На почетку дванаестог поглавља овог његовог дела, насловљеног Рачун, Брахмагупта даје детаље операција на разломцима. Од читаоца се очекује да зна основне аритметичке операције као што је вађење квадратног корена, мада он објашњава дизање на трећи степен и кубни корен целог броја, и касније даје правила која олакшавају израчунавање квадрата и квадратних корена. Он затим даје правила за решавање пет врста комбиновања разломака: a/c + b/c; a/c × b/d; a/1 + b/d; a/c + b/d × a/c = a(d + b)/cd; and a/c − b/d × a/c = a(d − b)/cd.

#### Серије
Брамагупта затим даје суму квадрата и кубова првих n целих бројева.
12.20. Сума квадрата је та [сума] помножена са двоструким [бројем] корак[а] увећана за један [и] подељена са три. Сума кубова је квадрат те [суме].
Овде је Брамагупта нашао резултат у смислу суме првих n целих бројева, а не у смислу n како се то чини у данашњој пракси.
Он даје суму квадрата првих n природних бројева као n(n + 1)(2n + 1)/6, и суму кубова првих n природних бројева као (n(n + 1)/2)2
.

## Астрономија
У области астрономије, Брамагупта је први користио алгебру у решавању астрономских проблема. Кроз дело Брамаспутасиданта су се Арапи упознали са индијском астрономијом. Чувени абасидски халиф, Ел Мансур (712—775) је основао Багдад, и учинио га центром науке. Он је позвао учењака по имену Канках из Уџаина 770. године. Он је користио књигу Брамаспутасиданта да објасни хинду систем аритметичке астрономије. Ал-Фазари је превео ово дело на арапски по захтеву халифа.
Брамагупта је критиковао виђење да је Земља равна или шупља. Он је приметио да су Земља и небеса сферног облика и да се земља креће.